# Mohamed Youssouf
Mohamed Youssouf (Parigi, 26 marzo 1988) è un calciatore comoriano con cittadinanza francese, centrocampista dell'Ajaccio e della nazionale comoriana.

## Carriera

### Club
Gioca dal 2007 al 2010 al Le Havre, con cui vince la seconda divisione francese nella staginone 2007-2008 (11 presenze), per poi subire una retrocessione nella stagione seguente (in cui gioca 4 partite in prima divisione) e giocare nuovamente in seconda divisione (ulteriori 4 presenze in questa categoria). Nel 2010 viene ceduto in prestito al Créteil-Lusitanos. Nel 2011 passa al Vannes. Nel 2013 si trasferisce all'Amiens. Nel 2014 passa all'Ergotelīs, club della prima divisione greca, con cui realizza 6 reti in 27 partite di campionato giocate. Nel 2015 viene acquistato dal GAS Veria, con cui in una stagione e mezzo totalizza complessivamente 17 presenze ed una rete nella prima divisione greca; rimasto svincolato, l'8 gennaio 2017 il Levadeiakos, altro club della prima divisione greca, ufficializza il suo ingaggio; dopo 3 reti in 31 partite di campionato giocate, nell'estate del 2018 si trasferisce a titolo definitivo all'Ajaccio, nella seconda divisione francese; rimane in squadra negli anni seguenti, contribuendo anche a conquistare una promozione in prima divisione al termine della stagione 2021-2022, seguita da un'immediata retrocessione nell'annata successiva, nella quale Youssouf gioca 30 partite senza mai segnare.

### Nazionale
Debutta in nazionale il 28 marzo 2011, in Libia-Comore. Mette a segno la sua prima rete con la maglia della nazionale il 15 novembre 2011, in Mozambico-Comore. Nel 2021 viene convocato per la Coppa delle nazioni africane (prima partecipazione di sempre a tale torneo da parte della sua nazionale); gioca da titolare le prime due partite della fase a gironi, per poi subentrare dalla panchina nella terza. Gioca poi da titolare anche negli ottavi di finale, persi per 2-1 contro il Camerun, al termine dei quali la sua nazionale viene quindi eliminata dal torneo.

## Statistiche

### Cronologia presenze e reti in nazionale
| Cronologia completa delle presenze e delle reti in nazionale ― Comore | Cronologia completa delle presenze e delle reti in nazionale ― Comore | Cronologia completa delle presenze e delle reti in nazionale ― Comore | Cronologia completa delle presenze e delle reti in nazionale ― Comore | Cronologia completa delle presenze e delle reti in nazionale ― Comore | Cronologia completa delle presenze e delle reti in nazionale ― Comore | Cronologia completa delle presenze e delle reti in nazionale ― Comore | Cronologia completa delle presenze e delle reti in nazionale ― Comore |
| Data                                                                  | Città                                                                 | In casa                                                               | Risultato                                                             | Ospiti                                                                | Competizione                                                          | Reti                                                                  | Note                                                                  |
| --------------------------------------------------------------------- | --------------------------------------------------------------------- | --------------------------------------------------------------------- | --------------------------------------------------------------------- | --------------------------------------------------------------------- | --------------------------------------------------------------------- | --------------------------------------------------------------------- | --------------------------------------------------------------------- |
| 10-1-2022                                                             | Yaoundé                                                               | Comore                                                                | 0 – 1                                                                 | Gabon                                                                 | Coppa d'Africa 2021 - 1º turno                                        | -                                                                     | 67’                                                                   |
| 14-1-2022                                                             | Yaoundé                                                               | Marocco                                                               | 2 – 0                                                                 | Comore                                                                | Coppa d'Africa 2021 - 1º turno                                        | -                                                                     | 89’                                                                   |
| 18-1-2022                                                             | Garoua                                                                | Ghana                                                                 | 2 – 3                                                                 | Comore                                                                | Coppa d'Africa 2021 - 1º turno                                        | -                                                                     | 90’                                                                   |
| 24-1-2022                                                             | Yaoundé                                                               | Camerun                                                               | 2 – 1                                                                 | Comore                                                                | Coppa d'Africa 2021 - Ottavi di finale                                | -                                                                     | 89’                                                                   |
| 24-3-2023                                                             | Bouaké                                                                | Costa d'Avorio                                                        | 3 – 1                                                                 | Comore                                                                | Qual. Coppa d'Africa 2023                                             | -                                                                     |                                                                       |
| 28-3-2023                                                             | Moroni                                                                | Comore                                                                | 0 – 2                                                                 | Costa d'Avorio                                                        | Qual. Coppa d'Africa 2023                                             | -                                                                     |                                                                       |
| 11-10-2024                                                            | Radès                                                                 | Tunisia                                                               | 0 – 1                                                                 | Comore                                                                | Qual. Coppa d'Africa 2025                                             | -                                                                     |                                                                       |
| 15-10-2024                                                            | Abidjan                                                               | Comore                                                                | 1 – 1                                                                 | Tunisia                                                               | Qual. Coppa d'Africa 2025                                             | -                                                                     |                                                                       |
| 20-3-2025                                                             | Berkane                                                               | Comore                                                                | 0 – 3                                                                 | Mali                                                                  | Qual. Mondiali 2026                                                   | -                                                                     | 76’                                                                   |
| 25-3-2025                                                             | Berkane                                                               | Comore                                                                | 1 – 0                                                                 | Ciad                                                                  | Qual. Mondiali 2026                                                   | -                                                                     | 90+2’                                                                 |
| Totale                                                                |                                                                       | Presenze                                                              | 10                                                                    |                                                                       | Reti                                                                  | 0                                                                     |                                                                       |

## Palmarès

### Club

#### Competizioni nazionali
- Campionato francese di seconda divisione: 1

Le Havre: 2007-2008